# Olonne-sur-Mer
Olonne-sur-Mer ist eine ehemalige französische Gemeinde im Département Vendée in der Region Pays de la Loire. Zum 1. Januar 2019 wurde sie in die Commune nouvelle Les Sables-d’Olonne eingemeindet. Sie hatte zunächst den Status einer Commune déléguée, dieser wurde jedoch mit Beschluss des Gemeinderates vom 4. Februar 2019 wieder zurückgenommen.

## Geografie
Die Ortschaft liegt an der Bucht von Biscaya, 104 Kilometer südwestlich von Nantes.
Die Menhire Les Pierres Jumelles (deutsch „die Zwillingssteine“) stehen östlich von Olonne-sur-Mer, gegenüber dem Château de Pierre Levée.

## Bauwerke
- Schloss Pierre-Levée, erbaut 1775 vom Pariser Architekten Nicolas Ducret
- Kirche Notre-Dame, deren Erstbau bis in das Jahr 1000 zurückreicht
- Manoir de La Jarrie (Herrenhaus), ehemalige Befestigung des 12. Jahrhunderts

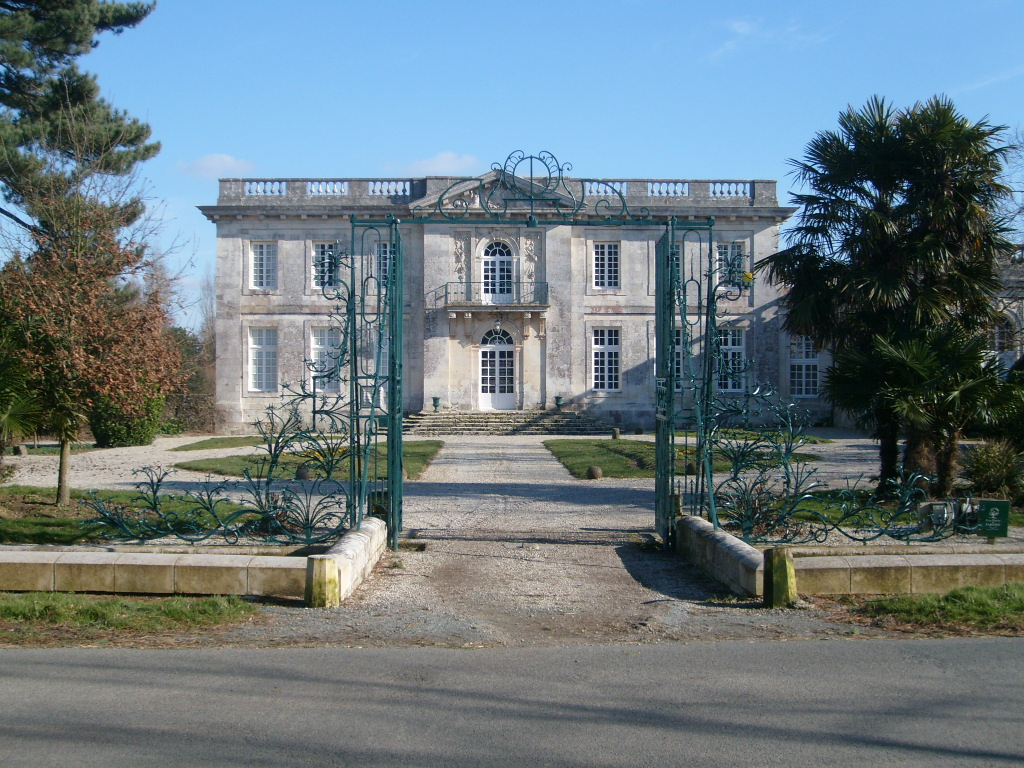
Eingang zum Schloss Pierre-Levée
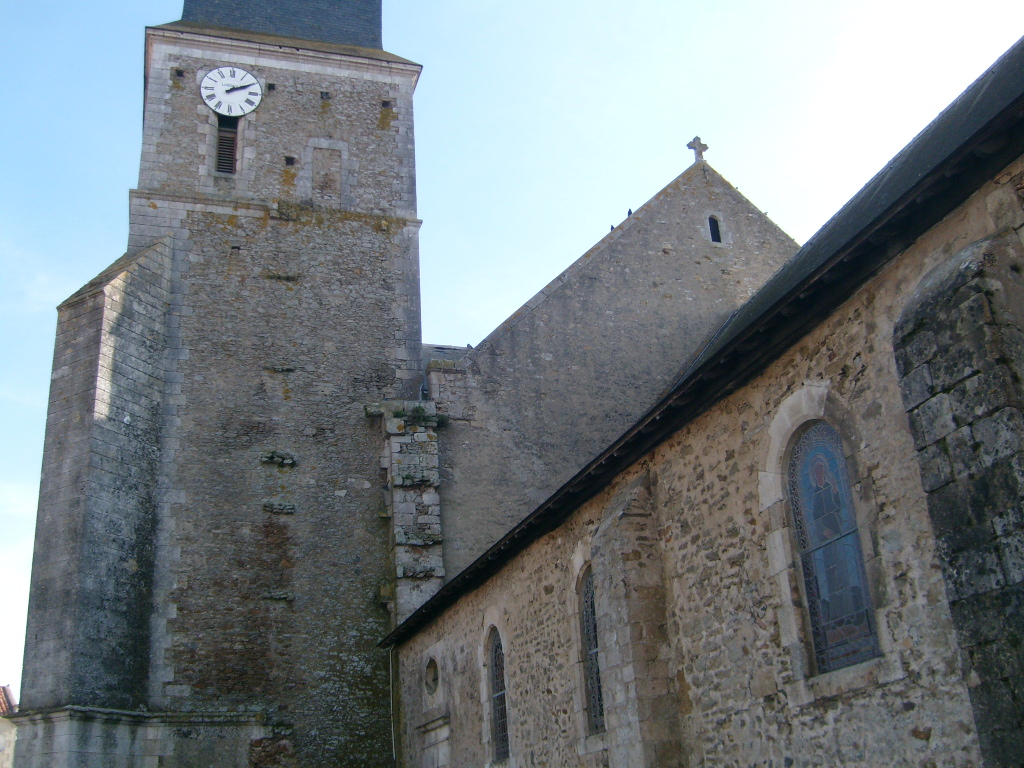
Kirche Notre-Dame mit Glockenturm
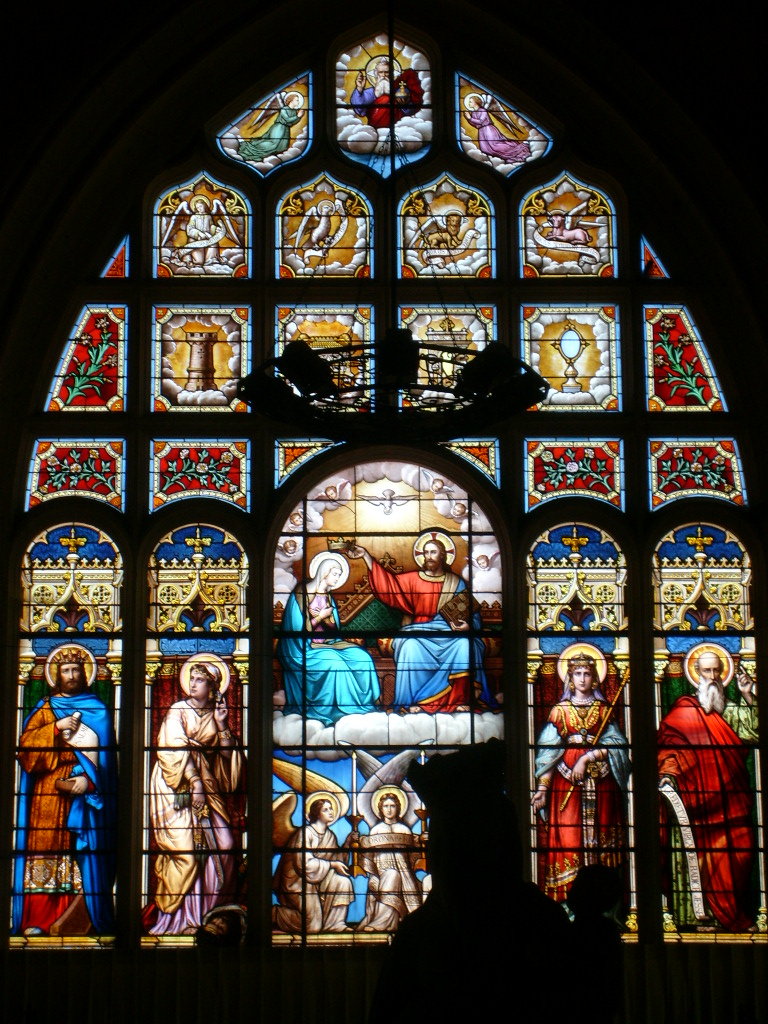
Bleiglasfenster in der Kirche Notre-Dame

## Städtepartnerschaften
- Murat, Frankreich
- Gourcy, Burkina Faso
- Worthing, Vereinigtes Königreich
- A Laracha, Spanien[3]

## Sport
Olonne-sur-Mer war Startort der dritten Etappe der Tour de France 2011.